# دي. إي. بيغز
دي. إي. بيغز هو سياسي أمريكي، ولد في 1860 في سينسيناتي في الولايات المتحدة، وتوفي في 1924 في مقاطعة كوس في الولايات المتحدة. انتخب عضو مجلس نواب واشنطن ‏.